# 踊る若者
『踊る若者』（おどるわかもの）は1931年に日本で制作されたサイレント映画。隼秀人が現代劇に転じた記念的作品である。東亜キネマ製作。

## スタッフ
- 監督 : 大江秀夫
- 脚本 : 桜庭青蘭
- 原作 : 桜庭青蘭
- 撮影 : 本田階一郎

## キャスト
- 隼秀人
- 川島奈美子
- 玉島愛造
- 月岡正美